# 青森市民歌
「青森市民歌」（あおもりしみんか）は、青森県の県庁所在地である青森市がかつて制定していた市民歌。以下の同名2曲が存在する。
1. 1933年（昭和8年）制定。作詞・岩村芳麿、作曲・古関裕而。
2. 1957年（昭和32年）制定。作詞・横山武夫、作曲・木村繁。

現在は1.と2.のいずれも廃止されており、2005年（平成17年）制定の「大きな朝に」が市民歌とされている。

## 初代（1933年）
初代の「青森市民歌」（あおもりしみんか）は、1933年（昭和8年）に青森市が東京日日新聞（現在の毎日新聞東京本社）青森支局の後援を得て歌詞を懸賞募集し、5月に制定されたものである。一等入選となった作詞者の岩村芳麿は弘前市の女学校教員で、6年後の1939年（昭和14年）に東奥日報社選定の「青森県行進曲」（作曲：細田定雄）で入選したのを始め県内各地で校歌を手掛けている。作曲は日本コロムビアと契約し本格的に作曲家としてデビューしてから日が浅い古関裕而で、全国の自治体歌では最初に手掛けた1曲であった。
「大空駆ける蒼龍の……」で始まる勇壮な歌詞と平易で歌いやすい旋律は多くの市民に親しまれたが、2番の「百千（ももち）の煙 空を掩（お）ふ」は制定から半世紀を経て「当時としては産業都市の隆盛を念願したものだろうが、現在では郊外都市の見本となり、いただけない」とも評されている。
戦前に制定された自治体歌の多くは文語体であったり歌詞が大時代的であるなどの理由で廃止されたが、この初代「青森市民歌」は戦後も継続してその地位に在り、1957年（昭和32年）に青森市教育委員会が「青森市民の歌」を選定した後も15年間は並立状態となっていた。

## 2代目（1957年）
2代目の「青森市民歌」は、1957年に青森市教育委員会が「青森市民の歌」の表題で選定したものである。発表当初は戦前から存在していた「青森市民歌」との区別のため「愛市の歌」とも呼ばれ、日本グラモフォン（のちユニバーサルミュージック）が製造したSP盤（規格品番：JP38-A/B）では両方のタイトルが併記されている。
作詞者の横山武夫は元青森県副知事で歌人としても知られ、退職後は県文化振興会議会長を務めていた。作曲者の木村繁は県立弘前高校の元音楽教諭で、レコードのB面に収録された初代市民歌の行進曲への編曲も行っている。また、1975年（昭和50年）に制定された北津軽郡板柳町の町民歌「知恵と大和」も同じ作詞・作曲者の組み合わせである。
「歌詞は壮重で高尚、曲も歌詞にふさわしい優雅で芸術的な香りがある」と評されたが、変ロ長調4分の4拍子で高音部が多く歌いにくいとも指摘されていた。
発表当初は教育委員会が選定した「愛市の歌」であり、市の公式な楽曲としてはなお初代市民歌が存続していたため15年間は2曲が並立する状態が続いたが1972年（昭和47年）7月26日に市章、市旗、青森市民憲章（初代）と合わせてこの「愛市の歌」を2代目の市民歌として正式に採用し「青森市民歌」へ改題する制定告示が青森市議会で行われ、この時点で初代「青森市民歌」は廃止された。

### 新設合併に伴う廃止
（旧）青森市は2005年（平成17年）に南津軽郡浪岡町と新設合併し、4月1日に同名の（新）青森市が成立した。浪岡町は町民歌を制定していなかったが、青森市・浪岡町法定合併協議会では合併後の市民歌について「全ての市民に愛され、歌い継がれるものでなければならないこと」「両市町の貴重な資源“宝物”を盛り込む必要があること」の2点を理由に挙げ「市民歌は、新たに定めるものとする。また、新たに定めるに当たっては、両市町の学識経験者等による検討委員会を設置し、その手法等について具体的な検討を行うこととする」と取り決められ、2代目「青森市民歌」は（新）青森市の成立と同時に失効・廃止となった。
合併後、直ちに新市民歌制定作業が開始され12月26日に3代目（新設合併後としては初代）の新市民歌「大きな朝に」（作詞：篠﨑淳之介、作曲：川崎祥悦）が制定されている。